# پرچم گامبیا
پرچم کنونی گامبیا رسماً در تاریخ ۱۸ فوریهٔ ۱۹۶۵ که این کشور از پادشاهی متحده استقلال یافت افراشته شد. این پرچم از نوارهایی افقی تشکیل شده است که به ترتیب از بالا به پایین دارای رنگ‌های قرمز، سفید، آبی، سفید و سبز بوده و با یکدیگر در تناسب ۶ به ۱ به ۴ به ۱ به ۶ قرار دارند. رنگ آبی نشانگر رود گامبیاست که از درون کشور می‌گذرد، قرمز نشانگر خورشید و همچنین دشت‌های گامبیاست، رنگ سبز اشاره به جنگل‌ها و کشاورزی آن کشور دارد و سفید نشانگر صلح و اتحاد است. همچنین در تعریفی دیگر چنین آمده است که نوار آبی میان پرچم، نمادی از رود گامبیاست که از میان جنگل‌های سبز و دشت‌های قرمز می‌گذرد و در تعبیری دیگر سفید را نشانهٔ صلح و پاکی دانسته‌اند.و دو نوار سیاه آن در تعبیری به معنای مرز و در تعبیری دگر به معنای پیوند دو قوم است

## پرچم‌های دیگر

پرچم رئیس‌جمهور گامبیا
پرچم سفیران گامبیا